# Bojanci
Bojánci  so naselje v Občini Črnomelj.

## Zgodovina
Naselje je ustanovil Jurij Lenković, ki je tu naselil srbske uskoke iz Rogulje v Bosni. Potomci uskokov se narodnostno izražajo za Srbe, čeprav je pri mladih opaziti vse večje opredeljevanje za Slovence.
Druga možnost, ki se navaja, izhaja iz leta 1593, ko so prišle tri družine (Vrlinič, Radojčič, Kordič) z območja reke Bojane v Črni gori.

## Geografija
Povprečna nadmorska višina naselja je 279 m.
Pomembnejša bližnja naselja so: Vinica (5 km), Tribuče (6 km) in Črnomelj (12 km).
Naselje sestavljajo zaselki: Gornji Bojanci in Dolnji Bojanci.

## Demografija
| Pregled števila prebivalstva po letih | Pregled števila prebivalstva po letih | Pregled števila prebivalstva po letih | Pregled števila prebivalstva po letih | Pregled števila prebivalstva po letih | Pregled števila prebivalstva po letih | Pregled števila prebivalstva po letih | Pregled števila prebivalstva po letih | Pregled števila prebivalstva po letih | Pregled števila prebivalstva po letih | Pregled števila prebivalstva po letih | Pregled števila prebivalstva po letih | Pregled števila prebivalstva po letih | Pregled števila prebivalstva po letih |
| ------------------------------------- | ------------------------------------- | ------------------------------------- | ------------------------------------- | ------------------------------------- | ------------------------------------- | ------------------------------------- | ------------------------------------- | ------------------------------------- | ------------------------------------- | ------------------------------------- | ------------------------------------- | ------------------------------------- | ------------------------------------- |
| 1869                                  | 1880                                  | 1890                                  | 1900                                  | 1910                                  | 1931                                  | 1948                                  | 1953                                  | 1961                                  | 1966                                  | 1971                                  | 1981                                  | 1991                                  | 2002                                  |
| 273                                   | 231                                   | 264                                   | 220                                   | 203                                   | 161                                   | 139                                   | 147                                   | 110                                   | 112                                   | 105                                   | 96                                    | 102                                   | 92                                    |

Etnična sestava 1991:
- Srbi: 47 (46,1 %)
- Slovenci: 18 (17,6 %)
- Jugoslovani: 14 (13,7 %)
- Muslimani: 3 (2,9 %)
- Hrvati: 1 (1 %)
- Neznano: 19 (18,6 %)

| \| Popis 1991. \| Popis 1991. \| Popis 1991. \| Popis 1991. \| Popis 1991. \| \| ----------- \| ----------- \| ----------- \| ----------- \| ----------- \| \| \| \| \| \| \| \| Srbi \| Srbi \| \| 46,07 \| 46,07 \| \| Slovenci \| Slovenci \| \| 17,64 \| 17,64 \| \| Jugoslovani \| Jugoslovani \| \| 13,72 \| 13,72 \| \| Muslimani \| Muslimani \| \| 2,94 \| 2,94 \| \| Hrvati \| Hrvati \| \| 0,98 \| 0,98 \| \| neznano \| neznano \| \| 18,62 \| 18,62 \| |             |  |       |       |
| Popis 1991. |             |  |       |       |
| |             |  |       |       |
| Srbi | Srbi        |  | 46,07 | 46,07 |
| Slovenci | Slovenci    |  | 17,64 | 17,64 |
| Jugoslovani | Jugoslovani |  | 13,72 | 13,72 |
| Muslimani | Muslimani   |  | 2,94  | 2,94  |
| Hrvati | Hrvati      |  | 0,98  | 0,98  |
| neznano | neznano     |  | 18,62 | 18,62 |